# Pokrovski (Sudzha)
Pokrovski (en ruso: Покровский) es un pueblo ruso perteneciente al óblast de Kursk. Situado en el suroeste del país, forma parte del raión de Sudzha.
La localidad estuvo ocupada por tropas ucranianas entre el 6 de septiembre y el 9 de octubre de 2024, en el marco de la Incursión ucraniana en el óblast de Kursk de 2024.

## Geografía
Pokrovski está situado a orillas del río Snagost, 21 km al noroeste de Sudzha y 96 km al suroeste de Kursk. También se encuentra a 6,5 km de la frontera ruso-ucraniana.  

## Historia
El 6 de agosto de 2024, el pueblo fue escenario de una incursión en la óblast de Kursk de las Fuerzas Armadas de Ucrania en el transcurso de la guerra ruso-ucraniana.El 15 de agosto, el gobierno ucraniano anunció la formación de una administración militar para brindar ayuda humanitaria a los civiles y mantener la ley y el orden, donde se integró a Pokrovski.
El 9 de octubre de 2024, las autoridades rusas anunciaron que las localidades de Nóvaya Soróchina y Pokrovski, situadas en el óblast de Kursk, habían sido «liberadas» en el marco de las operaciones del Ejército ruso para lograr la retirada de las fuerzas ucranianas del territorio ruso.

## Demografía
La evolución demográfica de la localidad entre 2002 y 2010 fue la siguiente:
| 19                             | 1 |
| (Fuente: Population of Russia) |   |